# Rodrigo Maranhão
Rodrigo Maranhão (Rio de Janeiro, 7 de setembro de 1970) é um cantor e compositor brasileiro de MPB.

## Biografia e carreira
Em 2006 Rodrigo Maranhão foi contemplado com o prêmio Grammy Latino na categoria Melhor Canção Brasileira por "Caminho das Águas" interpretado por Maria Rita.

No ano seguinte lançou seu álbum de estreia intitulado Bordado, contendo as canções "Olho de Boi", "Samba de um Minuto" ambas gravadas por Roberta Sá.

Em 2010 Rodrigo lançou seu segundo álbum de estúdio Passageiro, produzido por Zé Nogueira, no disco possui participação do cantor português António Zambujo na canção "Quase um Fado".

Em 2014 lançou, pelo selo MP,B Discos / Universal Music Itinerário seu terceiro disco.

## Discografia
- 2007: Bordado
- 2010: Passageiro
- 2014: Itinerário